# Colla coelestis
Colla coelestis är en fjärilsart som beskrevs av William Schaus 1910. Colla coelestis ingår i släktet Colla och familjen silkesspinnare. Inga underarter finns listade i Catalogue of Life.